# Charles Barton (Basketballtrainer)
Charles William Barton (* 26. März 1947 in Columbus) ist ein US-amerikanisch-schwedischer Basketballtrainer und ehemaliger -spieler.

## Laufbahn

### Spieler
Barton spielte Basketball an der Kent State University in seinem Heimatland USA und absolvierte ein Studium im Fach Politikwissenschaft. Als Berufsbasketballspieler war Barton in Deutschland (München), Schweden (Gammelstad/Plannja, Solna) sowie in der Schweiz (Genf) tätig. In Schweden lernte er seine spätere Ehefrau Ann-Marie kennen. Die Söhne Charles und Brandon wurden Basketballprofis.

### Trainer
Als Cheftrainer betreute Barton von 1983 bis 1991 die schwedische Nationalmannschaft, bis 1996 war er als Trainer beim schwedischen Verein Plannja tätig, er wurde als Trainer des Jahres der Saison 1992/93 in Schweden ausgezeichnet. In der Saison 1996/97 war er Cheftrainer von SSV Ulm in der Basketball-Bundesliga. Barton betreute anschließend den Verein New Wave in Schweden und dann 1998/99 M7 Borås (ebenfalls Schweden), wo kurzzeitig auch „Magic“ Johnson zu seinen Spielern gehörte.
Von 2000 bis 2002 war Barton Trainer der dänischen Nationalmannschaft, zudem in der Saison 2000/01 Trainer der dänischen Mannschaft Magic Great Danes, die im Europapokalwettbewerb NEBL antrat, in der Saison 2001/02 gehörte er als Co-Trainer unter David Blatt zum Stab der israelischen Spitzenmannschaft Maccabi Tel Aviv. Von Herbst 2003 bis 2005 arbeitete er als Cheftrainer des griechischen Klubs Aris Thessaloniki. 2004 führte er Aris zum Gewinn des nationalen Pokalwettbewerbs.
Im Januar 2006 wurde Barton vom Bundesligisten Skyliners Frankfurt als Cheftrainer verpflichtet. Im März 2007 wurde er in Frankfurt nach einer sportlichen Misserfolgsserie entlassen. Während der Saison 2007/08 war Barton auf Zypern zunächst als Trainer von Apoel Nikosia, dann von Proteas EKA AEL Limassol tätig.
2008/09 war er Co-Trainer von Gothia Basket in der ersten Liga Schwedens, im Sommer 2010 übernahm er das Cheftraineramt beim polnischen Erstligisten AZS Koszalin, bereits Mitte Oktober 2010 kam es wieder zur Trennung.
Im April 2011 wurde er als neuer Trainer von LF Basket (erste Liga Schweden) vorgestellt, er blieb bis Frühjahr 2013 im Amt. Anschließend war er zeitweilig als Co-Trainer für den Erstligisten Eco Örebro tätig. 
Zur Saison 2017/18 übernahm Barton das Traineramt beim schwedischen Zweitligisten Djurgården. Mit der Mannschaft stieg er 2019 in die erste Liga Schwedens auf, in der ersten Saisonhälfte 2019/20 gehörten seine beiden Söhne Brandon und Charles der Jüngere zu seinem Kader. Als das Spieljahr 2019/20 im März 2020 wegen der Ausbreitung des Coronavirus SARS-CoV-2 abgebrochen wurde, lag Barton mit Djurgården auf dem letzten Tabellenplatz der ersten schwedischen Liga.